# Ruchi, Razavikhorasan
Ruchi är en by i provinsen Razavikhorasan i östra Iran. Ruchi ligger 1 200 meter över havet och folkmängden uppgår till cirka 200 invånare.

## Geografi
Terrängen runt Ruchi är huvudsakligen lite bergig. Ruchi ligger nere i en dal. Närmaste större samhälle är Gonābād, cirka 20 km nordost om Ruchi. Trakten runt Ruchi är ofruktbar med lite eller ingen växtlighet.